# 布伦塔河畔皮亚佐拉
布伦塔河畔皮亚佐拉（義大利語：Piazzola sul Brenta），是意大利威尼托大区帕多瓦省的一个市镇。总面积41.38平方公里，人口11119人，人口密度268.7人/平方公里（2009年）。国家统计（ISTAT）代码为028063。